# 윤인선 (공무원)
윤인선(한국 한자: 尹仁善, 1948년 1월 9일~)은 YS 문민 정부 시대 후반기에 국회사무처 서기관 등을 지낸, 대한민국의 공무원 출신의 기업가였으며, 사회 운동가 겸 사회기관단체인이었다.
본관은 해평(海平)이고 서울특별시 시장 등을 지낸 대한민국의 1세대 원로 외교관 겸 정치인 윤치영의 막내 아들이자, KBS 아나운서 윤인구의 아버지이며, 서울대학교 총장·원자력병원장 등을 지낸 서울대학교 의과대학 명예교수 출신의 동호 윤일선·전직 대한민국 제4대 대통령 해위 윤보선의 사촌동생이다. 자(字)는 사안(謝安)이며, 아호(雅號)는 동웅(東雄)이다.
내무부 장관·프랑스 주재 공사·서울특별시장 등을 지낸 사회 운동가 및 외교관 겸 정치인 동산 윤치영(尹致暎)의 셋째 아들(삼남)로 태어났으나, 배다른 두 형(윤기성·윤동혁)은 어려서 요절하였다. 1974년 연세대학교 정치외교학과 4학년에 재학중에 행정고등고시에 15기로 공직에 입문을 하였으나 1980년 12월 16일, 행정공직에서 어언 6년여만에 사퇴한 이후 타 법무사의 개인 사무소의 사무장 등을 잠시 지내다가, 이듬해 1981년 12월 17일, 별정직으로 재등용되면서 제1정무장관실 사무관, 내무부 장관 비서실 행정관, 서울특별시장 비서실 공보기획비서관, 국회의장 비서실 서기관 등을 거쳐 1994년 10월 6일, 별정직 사퇴 후 서울백제병원 기획실장 등을 지내다가 1996년 6월 27일, 또다시 별정직으로 등림하여 같은 해 1996년 12월 18일까지 국회사무처 서기관 등을 잠시 지냈다.

## 학력
- 1960년 서울덕수국교 졸업
- 1963년 서울중앙중학교 졸업
- 1966년 서울중앙고등학교 졸업
- 1974년 연세대학교 정치외교학과 학사(66학번. 4년6개월간 휴학. 1974년 8월 학사 취득.)

## 가족 관계
- 조부 : 윤영렬(尹英烈, 1854년 ~ 1935년)
- 적조모 : 한진숙(韓鎭淑, 1856년 ~ 1938년) ... 조부 윤영렬의 본부인이기에, 아버지 윤치영한테는 적모(큰어머니).
  - 아버지 : 윤치영(尹致映, 1898년 2월 10일 ~ 1996년 2월 9일) ... 조부 윤영렬의 서자.
  - 어머니(아버지 윤치영의 사별 초배 부인, 1909년 결혼, 1911년 상배.) : 홍진순(洪陳純, 1893년 ~ 1911년), 풍산 홍씨 부인.
  - 어머니(아버지 윤치영의 사별 계배 부인, 1912년 재혼, 1913년 상배.) : 이감덕(李淦德, 1899년 ~ 1913년), 전주 이씨 부인.
  - 어머니(아버지 윤치영의 사별 3취 부인, 1914년 3혼, 1926년 상배.) : 이병영(李丙暎, 1900년 ~ 1926년(?) 2월 7일), 우봉 이씨 부인. 수군절도사 이봉구(李鳳九)의 딸, 사학자 이병도 교수의 여동생.
    - 이복 누님: 윤기숙(尹琦淑, 1915년 ~ 1918년, 만3세에 질병으로 인하여 사망.)
    - 이복 형님: 윤기성(尹琦成, 1917년 ~ 1923년, 만6세에 질병으로 인하여 사망.)
    - 이복 형님: 윤동혁(尹棟奕, 1920년 ~ 1922년, 만2세에 질병으로 인하여 사망.)
    - 이복 누님: 윤성선(尹成善, 1924년 8월 11일 ~ , 숙명여자대학교 교수 역임.)
    - 이복 매형: 김상석(金相晳, 인촌 김성수 전직 부통령의 아들.)
      - 이복 생질 조카: 김병기(金炳基, 1962년 ~ )

  - 어머니 : 이은혜(異恩惠, 1906년 4월 21일 ~ 1980년 8월 23일), 밀양 이씨 부인(아버지 윤치영의 사별 4취 부인, 1937년 4혼, 1980년 당시 마지막 상배.).
    - 본인 : 윤인선(尹仁善, 1948년 1월 9일 ~ ) ... 전직 서울백제병원 기획실 실장·전직 국회사무처 서기관 역임.
    - 배우자 : 노호경(盧好京, 1947년 10월 23일 ~ ) 
      - 장남 : 윤인구(尹寅求, 1972년 ~ )
      - 차남 : 윤한구(尹漢求, 1975년 ~ )
- 장인 : 노동두(盧東斗, 1926년 ~ 2002년 11월 26일[2], 의학박사, 신경정신과 의사)

## 같이 보기
- 서울중앙고
- 윤치영
- 윤인구
- 윤보선
- 윤일선
- 김병기
- 윤치호
- 이은혜
- 김성수
- 김상우